# 2016-os római önkormányzati választás
| Polgármester-jelölt | Virginia Raggi          | Roberto Giachetti      |
| ------------------- | ----------------------- | ---------------------- |
| Párt neve           | 5 Csillag Mozgalom      | Demokrata Párt         |
| Választási koalíció | Nincs                   | Balközép koalíció      |
| Első forduló        | 453,806 35.25%          | 320,170 24.87%         |
| Második forduló     | 770,564 67.15%          | 376,935 32.85%         |
| Mandátumok          | Római Közgyűlés:29 / 48 | Római Közgyűlés:8 / 48 |

A 2016-os római önkormányzati választást, 2016. június 5-én és június 19-én tartották meg két fordulóban. A választást azért kellett megtartani, mert Ignazio Marino Róma addigi polgármester lemondott. A második fordulóban az 5 Csillag Mozgalom jelöltje Virginia Raggi és a Demokrata Párt jelöltje Roberto Giachetti közül lehetett választani. A választást végül Virginia Raggi nyerte meg, az őt jelölő 5 Csillag Mozgalom a Római Közgyűlés 48 mandátumából 29-et szerzett meg.

## Választási rendszer
A 15 ezer főnél népesebb városok esetén megtartott önkormányzati választásokon érvényes választási rendszer működik Olaszországban. Ennek értelmében, a polgármesterek közvetlenül választják meg vagy közvetett módon egy pártlistára. Ha egy jelölt sem szerzi meg a szavazatok 50%-át, tehát nem szerez abszolút többséget, akkor második fordulót (ballottaggio) kell tartani, amin az első fordulóban két legtöbb szavazatot szerző jelölt indulhat. A mandátumok elosztása az arányos képviselet értelmében történik meg.

## Jelöltek
| Párt neve | Párt neve | Jelöltek | Jelöltek          | Ideológia | Forrás |
| --------- | --- | -------- | ----------------- | --- | ------ |
|           | Balközép koalíció Demokrata Párt Demokraták és Populárisok Zöldek Szövetsége Olasz Radikálisok Olasz Szocialista Párt |          | Roberto Giachetto | Szociáldemokrácia Keresztény baloldal európapártiság Zöldpolitika Korrupcióellenesség Centrizmus                   | [ 4 ]  |
|           | Giorgia Melonit polgármesternek (Giorgia Meloni Sindaco) Olaszország Fivérei Liga Salvinivel                          |          | Giorgia Meloni    | Konzervativizmus Nacionalizmus Nemzeti konzervativizmus Szociálkonzervativizmus Jobboldali populizmus              | [ 5 ]  |
|           | 5 Csillag Mozgalom |          | Virginia Raggi    | Populizmus Globalizációellenesség Közvetlen demokrácia Euroszkepticizmus                                           | [ 6 ]  |
|           | Alfio Marchinit polgármesternek Forza Italia Marchini Listája Populáris Terület A Jobboldal                           |          | Alfio Marchini    | Liberális konzervativizmus Kereszténydemokrácia Liberalizmus Centrizmus Nemzeti konzervativizmus Euroszkepticizmus | [ 7 ]  |
|           | Olasz Baloldal |          | Stefano Fassina   | Demokratikus szocializmus Ökoszocializmus                                                                          | [ 8 ]  |

### Programok

#### Roberto Giachetti
Giachetti választási kampányában ígéretet tett, hogy különböző intézkedésekkel a tömegközlekedésben rávennének több rómait hogy az autóját hagyja a külső kerületekben és a tömegközlekedést használja. Szorgalmazta a Roma Lido, Rómát Ostiával összekötő vasút felújítását illetve kerékpárral megközelíthetővé tételét. Újabb bicikliutak építése mellett, prioritásként szerepelt Róma biciklibaráttá tétele.

### Giorgia Meloni
Meloni egy 10 pontból álló programmal kampányolt. Fontosnak tartotta, hogy Róma városának külön státuszegyezménye legyen az állammal, amiben, mint az ország fővárosa, több hatalommal és jogkörrel ruháznák fel. A város adósságának csökkentését kiadáscsökkentéssel kívánta volna csökkenteni. Külön korrupcióellenes hivatal felállítását szorgalmazta volna. A tömegközlekedésben modernizálást és a hálózat bővítését ígérte. A közbiztonság kérdésében új szabályozásokat vezetne be a városban található cigánytáborok esetében.

### Virginia Raggi
Programjábana a tömegközlekedésben újraszervezné a városi közlekedési vállalat ATAC struktúráját illetve az ő vezetésével a város többéves fejlesztési projektet vinne véghez, amivel a város kötöttpályás közlekedését fejlesztenék. A meglevő járatok modernizálást és hosszabbítását tűzte ki célul, amivel a Római Nagy Körgyűrűt érnék el. Növelnék a P+R parkolók számát valamint a car sharing szolgáltatást általánossá tennék. Bővítenék a városi kerékpárhálózatot. A kereskedelemben előnyben részesítenék a KKV-kat. A lakhatással kapcsolatban, olyan szociálislakás programot léptetnének életbe, ahova olyan családok költözhetnek, ahol a bérleti díj nem haladná meg a háztartás jövedelmének 20%-át.

## Eredmények

### Első forduló
| Jelölt                           | Jelölt            | Szavazatok száma | Szavazatok % |
| -------------------------------- | ----------------- | ---------------- | ------------ |
|                                  | Virginia Raggi    | 461,190          | 35.26        |
|                                  | Roberto Giachetti | 325,835          | 24.91        |
|                                  | Giorgia Meloni    | 269,760          | 20.62        |
|                                  | Alfio Marchini    | 143,829          | 10.99        |
|                                  | Stefano Fassina   | 58,498           | 4.47         |
| Total                            | Total             | 1,307,945        | 100.00       |
| Source: Olasz Belügyminisztérium |                   |                  |              |

### Második forduló
| Jelölt neve                      | Jelölt neve       | Szavazatok száma | Szavazatok % |
| -------------------------------- | ----------------- | ---------------- | ------------ |
|                                  | Virginia Raggi    | 770,564          | 67.15%       |
|                                  | Roberto Giachetti | 376,935          | 32.85%       |
| Total                            | Total             | 1,147,499        | 100.00       |
| Source: Olasz Belügyminisztérium |                   |                  |              |

### Területi sajátosságok
Az első fordulóban a történelmi belvárost lefedő 1. kerületben, illetve a Parioli/Nomentano nevű 2. kerületben a Roberto Ghiachetti győzött, a többi kerületben Virginia Raggi győzött. Második fordulóban mindegyik kerületben Virginia Raggi aratott győzelmet. Róma keleti szélén levő 6. kerületben, Róma tengerpartját, Ostiát, Fiumicinót és Aciliát is magában foglaló 10. kerületben és a 11. kerületben Raggi a legtöbb szavazatot kapta.

Az első forduló győztes polgármestere kerületenként
A második forduló győztes polgármestere kerületenként